# Emilia Galotti (1970)
Emilia Galotti ist eine Verfilmung des gleichnamigen Dramas von Gotthold Ephraim Lessing.

## Handlung
Die Handlung des Films folgt der literarischen Vorlage:
Der Prinz eines fiktiven italienischen Fürstentums verliebt sich in das bürgerliche Mädchen Emilia Galotti. Deshalb versucht sein Kammerherr Marinelli, Emilias Hochzeit mit dem Grafen Appiani zu verhindern, indem er einen Überfall auf Braut und Bräutigam inszeniert. Dabei wird Appiani getötet und Emilia zum Lustschloss des Prinzen gebracht, damit dieser sie verführen kann.
Die ehemalige Geliebte des Prinzen, Gräfin Orsina, durchschaut den Plan des Prinzen und teilt ihn Emilias Vater Odoardo mit. Dieser will die Ehre seiner Tochter schützen, kann sie aber nicht aus der Macht des Prinzen befreien. Emilia, die die strengen Moralvorstellungen ihres Vaters verinnerlicht hat, fürchtet die Verführung des Prinzen so sehr, dass sie ihren Vater bittet, sie zu töten. Er führt ihren Wunsch aus und überliefert sich der Gerichtsbarkeit des Prinzen. Dieser bereut die Tat, die er zu verantworten hat, und verstößt Marinelli.

## Produktion
Der Film wurde vom Südwestfunk produziert und am 1. Januar 1970 zum ersten Mal ausgestrahlt. Der Film verwendet den Originaltext des Dramas, auch die von Charlotte Flemming gestalteten Kostüme entsprechen dessen Entstehungszeit. Das Szenenbild von Ekkehard Grübler und Klaus Fischer deutet hingegen die Schauplätze nur durch graue Kulissen (Säulen, Treppen, Geländer etc.) an.

## Rezeption
„Ludwig Cremer inszenierte mit kühlem, klarem Kunstverstand, der dem zweihundertjährigen, aber nicht angejahrten Text gut bekommt. [...] Klug der Umgang mit Farbe. Was da an der Dekoration gespart wird, stärkt ihre charakterisierende Kraft am Kostüm.“